# Muko (Musanze)
Muko ist einer von 15 Sektoren im Distrikt Musanze in der Nordprovinz von Ruanda.

## Geographie
Muko hat eine Fläche von 20,2 km² und liegt auf einer Höhe von etwa 1700 m. Der Sektor unterteilt sich in die vier Zellen Cyivugiza, Cyogo, Mburabuturo und Songa. Nachbarsektoren sind im Norden Muhoza, im Osten Rwaza, im Süden Nktotsi und im Westen Kimonyi.
Im Südosten des Sektors befindet sich die Nyakinama Military Academy.

## Bevölkerung
Nach der Volkszählung von 2022 betrug die Einwohnerzahl 26.472 Einwohner. Zehn Jahre zuvor waren es 18.937, was einem jährlichen Bevölkerungszuwachs von 3,4 Prozent zwischen 2012 und 2022 entspricht.

## Verkehr
Durch den Osten des Sektors verläuft in Nord-Süd-Richtung die asphaltierte Nationalstraße 17. Von dieser geht eine District Road nach Südwesten ab.